# Заходцы (Карамышевская волость)
Заходцы — деревня в Карамышевской волости Псковского района Псковской области России.
Расположена в 14 км к северо-западу от села Карамышево и в 15 км к востоку от центра города Пскова.
| 2001 | 2002 | 2010 |
| ---- | ---- | ---- |
| 4    | →4   | ↘2   |

## История
До 1 января 2010 года деревня входила в состав ныне упразднённой Задорожской волости с центром в д. Лопатово.